# Werner Richard Heymann
Werner Richard Heymann (Königsberg, 14 febbraio 1896 – Monaco di Baviera, 30 maggio 1961) è stato un compositore tedesco.

## Biografia
Conosciuto anche come Werner R. Heymann, era di origine ebraica e fu attivo principalmente a Hollywood.